# سفارة الأردن لدى إسرائيل

## التأسيس والخدمات
تأسست السفارة الأردنيّة في إسرائيل بعد توقيع معاهدة السلام بين الأردن وإسرائيل عام 1994، لتكون البعثة الدبلوماسيّة الرسميّة التي تمثّل الأردن هناك. تقع السفارة في مدينة رمات غان القريبة من تل أبيب، وتعمل على إدارة العلاقات بين البلدين في مختلف المجالات، سواء كانت سياسيّة أو اقتصاديّة أو ثقافيّة.
تقدّم السفارة خدمات عديدة للمواطنين الأردنيّين المقيمين أو الزائرين في إسرائيل، مثل إصدار وتجديد جوازات السفر، التصديقات الرسميّة، وتقديم المساعدة في الحالات الطارئة. كما تساعد السفارة في تعزيز التعاون في مجالات متعدّدة، وتُعبّر عن مواقف الأردن الرسمية في الأحداث المختلفة.
السفير الأردني في إسرائيل يقوم بدور مهم في تمثيل القيادة الأردنية، ويشارك في اللقاءات الرسمية، وينقل رسائل سياسية حساسة تعكس سياسة الأردن الخارجية.
سفارة الأردن لدى إسرائيل هي الممثلية الدبلوماسية العُليا للمملكة الأردنية الهاشمية لدى إسرائيل. تقع السفارة في مدينة تل أبيب. يشغل غسان المجالي منصب السفير منذ عام 2018.

## المهام الرئيسية
1. التمثيل الدبلوماسيّ والسياسيّ:
  - تمثل السفارة الدولة الأردنية لدى الحكومة الإسرائيلية، وتنقل المواقف الرسمية الأردنية بشأن القضايا الإقليمية والدولية، وعلى رأسها القضية الفلسطينية والوصاية الهاشمية على المقدسات الإسلامية والمسيحية في القدس.[4]
  - حماية المواطنين الأردنيين:
  - تقديم الدعم القنصلي للمواطنين الأردنيين في إسرائيل، بما يشمل حالات التوقيف، الحوادث، أو المشكلات القانونية.[4]
  - تسهيل عودة الأردنيين إلى وطنهم أو تقديم الوثائق الرسمية اللازمة لهم.[4]
2. الخدمات القنصليّة:
  - إصدار وتجديد جوازات السفر.
  - تسجيل الولادات والزواج والطلاق.
  - التصديق على الوثائق الرسمية.
  - إصدار التأشيرات للأشخاص الراغبين بزيارة الأردن.[4]
3. التعاون الثقافي والاقتصادي:
  - تعزيز الحوار الثقافي بين الشعبين، وتنظيم أو المشاركة في الفعاليات الثقافية.
  - متابعة العلاقات التجارية والاقتصادية بين البلدين.[4]

## التحديات
1. الحساسية السياسية:
  - العلاقة بين الأردن وإسرائيل مليئة بالتحديات، خصوصاً بسبب التوترات المستمرة المتعلقة بالقضية الفلسطينية والاعتداءات الإسرائيلية على القدس والمقدسات، مما يفرض ضغوطاً كبيرة على السفارة لإيصال الموقف الأردني بحزم ودبلوماسية.[5]
2. الرأي العام الأردني والعربي:
  - كثير من المواطنين الأردنيين يعارضون العلاقة الدبلوماسية مع إسرائيل، مما يضع السفارة في موقف حساس بين تنفيذ السياسة الرسمية للدولة واحترام مشاعر المواطنين.[5]
  - القضايا الأمنية:
  - نظراً للظروف الأمنية المتقلبة في المنطقة، تواجه السفارة تهديدات أمنية محتملة وتعمل في بيئة معقدة، ما يستدعي إجراءات أمنية مشددة لحماية موظفيها وزوارها.[5]
  - إدارة الأزمات:
  - في حالات التصعيد أو النزاعات، يجب على السفارة التحرك بسرعة لحماية المصالح الأردنية والتنسيق مع الحكومة في عمّان لاتخاذ القرارات المناسبة[5]
3. الوصاية الهاشمية على القدس:
  - السفارة تلعب دوراً مهماً في الدفاع عن الدور الأردني في حماية المقدسات الإسلامية والمسيحية في القدس، وهي نقطة خلاف دائم مع السلطات الإسرائيلية.[5]

## قائمة السفراء
السفير الأردني في إسرائيل يقوم بدور مهم في تمثيل القيادة الأردنية، ويشارك في اللقاءات الرسمية، وينقل رسائل سياسية حساسة تعكس سياسة الأردن الخارجية. (1)
- مروان المعشر
- عمر الرفاعي
- معروف البخيت
- علي العايد
- وليد عبيدات
- غسان المجالي، في المنصب منذ عام 2018 ولا يزال.